# Soriacebus adrianae
Soriacebus adrianae es una de las 2 especies extintas en que se subdivide el género Soriacebus de monos del Nuevo Mundo de la familia Pitheciidae. Habitó en el Mioceno de la Patagonia argentina, en el extremo sur de América del Sur.   

## Generalidades
Esta especie fue descrita originalmente por J. G. Fleagle en el año 1990. Soriacebus adrianae vivió a comienzos del Mioceno medio, hace 16,4 millones de años, en la «formación Pinturas», en la localidad de Portezuelo Sumich Sur, en el noroeste de la provincia de Santa Cruz, en el sur de la Argentina.
En marzo de 2000 se exhumaron 2 nuevos ejemplares de esta especie, en la misma localidad de Portezuelo Sumich Sur, por un equipo integrado por miembros de la Universidad Estatal de Nueva York en Stony Brook, de la Universidad de Utah, del Centro Nacional Patagónico (CENPAT), y de la Facultad de Ciencias Naturales, Sede Esquel (Universidad Nacional de la Patagonia "San Juan Bosco"). Estos ejemplares ayudaron a mejorar los escasos conocimientos anatómicos que se tenían sobre este animal.